# Huxingshan (sockenhuvudort i Kina, Hunan Sheng, lat 27,55, long 110,70)
Huxingshan (kinesiska: 虎形山, 虎形山瑶族乡) är en sockenhuvudort i Kina. Den ligger i provinsen Hunan, i den södra delen av landet, omkring 230 kilometer väster om provinshuvudstaden Changsha. Antalet invånare är 14 964. Befolkningen består av 7 086 kvinnor och 7 878 män. Barn under 15 år utgör 24,0 %, vuxna 15-64 år 67 %, och äldre över 65 år 8,0 %.
Runt Huxingshan är det tätbefolkat, med 369 invånare per kvadratkilometer. Huxingshan är det största samhället i trakten. Omgivningarna runt Huxingshan är en mosaik av jordbruksmark och naturlig växtlighet.
Genomsnittlig årsnederbörd är 1 796 millimeter. Den regnigaste månaden är juni, med i genomsnitt 269 mm nederbörd, och den torraste är december, med 62 mm nederbörd.